# Ioan Șnep
Ioan Șnep (n. 12 iulie 1966, Negrești-Oaș, România) este un canotor român, laureat cu argint la Seul 1988.